# Bronisław Winiarz
Bronisław Winiarz (ur. ok. 1888, zm. 5 maja 1962 w Londynie) – działacz Polskiego Radia w II Rzeczypospolitej.
W 1918 uczestniczył w obronie Lwowa
Został w 1927 pierwszym prezesem Polskiego Radia w Krakowie, pełniąc stanowisko od czasu założenia stacji do 1939.
Zmarł 5 maja 1962 w Londynie w wieku 74 lat.